# Филип II Ернст (Шаумбург-Липе)
Филип II Ернст фон Шаумбург-Липе (на немски: Philipp II Ernst zu Schaumburg-Lippe; * 5 юли 1723 в Ринтелн; † 13 февруари 1787 в Бюкебург) е от 1749 до 1777 г. граф на Липе-Алвердисен, от 1777 до 1787 г. граф на Шаумбург-Липе и губернатор и генерал на Мюнстер.
Той е най-възрастният син на граф Фридрих Ернст фон Липе-Алвердисен (1694 – 1777) и съпругата му Елизабет Филипина фон Фризенхаузен (1696 – 1764), дъщеря на Филип Зигисмунд фон Фризенхаузен и София Елизабет фон Дитфурт. Внук е на граф Филип Ернст I фон Липе-Алвердисен (1659 – 1723) и съпругата му херцогиня Доротея Амалия фон Шлезвиг-Холщайн-Зондербург-Бек (1656 – 1739). Правнук е на граф Филип I фон Шаумбург-Липе-Алвердисен (1601 – 1681) и ландграфиня София фон Хесен-Касел (1615 – 1670).
Брат е на Йохан Вилхелм (1735 – 1799), граф на Шаумбург-Липе-Алвердисен (1735 – 1799), женен 1783 г. за принцеса Фридерика фон Льовенщайн-Вертхайм-Фройденберг (1766 – 1830), и на Алберт Фридрих Карл (1733 – 1771), граф на Липе-Алвердисен.
През 1777 г. Филип II Ернст наследява чичо си граф Вилхелм фон Шаумбург-Липе (1724 – 1777), който умира без наследници.

## Фамилия
Филип II Ернст се жени на 6 май 1756 г. във Ваймар за Ернестина Албертина фон Саксония-Ваймар-Айзенах (* 28 декември 1722 във Ваймар; † 25 ноември 1769 в Алвердисен), дъщеря на херцог Ернст Август I фон Саксония-Ваймар-Айзенах и първата му съпруга принцеса Елеонора Вилхелмина фон Анхалт-Кьотен, дъщеря на княз Емануел Лебрехт фон Анхалт-Кьотен. Те имат децата:
- Клеменс Август Ернст ((*/† 1757)
- Карл Вилхелм Фридрих Ернст (1759 – 1780)
- Георг Карл Фридрих (1760 – 1776)
- Фридерика Антоанета (1762 – 1777)

Филип II Ернст се жени втори път на 10 октомври 1780 г. във Филипстал за ландграфиня Юлиана Вилхелмина Луиза фон Хесен-Филипстал (* 8 юни 1761 в Цютфен; † 9 ноември 1799 в Бюкебург), дъщеря на ландграф Вилхелм фон Хесен-Филипстал и съпругата му принцеса Улрика Елеонора фон Хесен-Филипстал-Бархфелд, дъщеря на ландграф Вилхелм фон Хесен-Филипстал-Бархфелд. Те имат децата:
- Елеанора Луиза (1781 – 1783)
- Вилхелмина Шарлота (1783 – 1858), омъжена на 7 ноември 1814 г. във Виена за граф Ернст Фридрих Херберт фон Мюнстер-Леденбург (1766 – 1839)
- Георг Вилхелм (1784 – 1860), граф (1787 – 1807) от 1784 княз на Шаумбург-Липе, женен на 23 юни 1816 г. в Аролзен за принцеса Ида Каролина Луиза фон Валдек-Пирмонт (1796 – 1869)
- Каролина Луиза (1786 – 1846)